# Honda C
Honda C — серия V-образных шестицилиндровых бензиновых двигателей внутреннего сгорания объёмом от 2,0 до 3,5 л, выпускавшихся с 1985 по 2005 год японской компанией Honda. Впервые двигатели были представлены на Honda Legend (KA), Rover 800 и Sterling.
Все двигатели Honda серии C имеют общий угол 90 градусов от крена к крену, общие центры отверстий блока цилиндров и четыре клапана на цилиндр. Конструкция двигателей полностью алюминиевая, с одинарным или двойным верхним распредвалом и ремнём ГРМ. Водяной насос также приводится в действие ремнём ГРМ.
Во всех двигателях Honda серии C применяется конструкция с натягом. В случае выхода из строя ремня ГРМ любые открытые клапаны врезаются в поршни, что приводит к серьёзным повреждениям двигателей.
Серия двигателей разделяется на три подсемейства:
- C20A, C20AT, C25A и C27A (поперечное расположение)
- C30A и C32B (поперечное расположение сзади)
- C32A, C35A и C35B (одноразовые) (продольное расположение)

Как правило, обмен частями между этими подгруппами не работает.

## C20A
- Клапанный механизм: SOHC[2]
- Объём: 2,0 л (1996 см3)
- Мощность: 107 кВт (143 л. с.) при 6500 об/мин
- Крутящий момент: 167 Н⋅м при 5500 об/мин
- Применения (только в Японии):
  - 1986—1988 Honda Legend
  - Опытный HP-X (Honda Pininfarina Xperimental)

Во впускном коллекторе переменной длины применялось шесть отдельных впускных каналов малого диаметра ниже 3500 об/мин для каждого цилиндра. На более высоких оборотах было добавлено ещё шесть отдельных впускных коллекторов большего диаметра.
C20AT — версия с турбонаддувом мощностью 142 кВт (190 л. с.), названная «Wing Turbo».
Применения (только в Японии):
- 1989 Honda Legend

В двигателе C20A, применявшемся в модели Honda Legend на японском домашнем рынке, впускной коллектор переменной длины был заменён турбокомпрессором с изменяемой геометрией. Турбодвигатель с промежуточным охладителем получил название C20AT. Двигатели «Wing Turbo» управлялись 8-битным процессорным ЭБУ и постоянно регулировались. В основном, на низких скоростях крылья, окружающие турбинное колесо внутри корпуса компрессора со стороны впуска, почти закрываются для скорости и прямого давления выхлопных газов на турбинное колесо. При 2000 об/мин крылья колеблются. Таким образом, экономия топлива увеличивается по мере необходимости.

## C25A
- Клапанный механизм: SOHC
- Конфигурация: V6
- Клапанов: 24
- Степень сжатия: 9,0:1
- Мощность: 121 кВт (163 л. с.) при 6000 об/мин (Япония)
- Крутящий момент: 211 Н⋅м при 4500 об/мин (Япония)
- Применения:
  - 1986—1987 Honda Legend (Северная Америка)
  - 1986—1988 Rover 825 (Великобритания и Европа)[4]
  - Sterling 825i (США)
  - Мощность: 113 кВт (151 л. с.) при 5800 об/мин
  - Крутящий момент: 213 Н⋅м при 4500 об/мин

В двигателе применялся V-образный угол 90 градусов к коленвалу. Степень сжатия — 9,0:1. Коленвал имел смещённые на 30 градусов шатунные пальцы для плавной и равномерной работы. Блочные и поперечноточные головки блока цилиндров с 24 клапанами отлиты под давлением из алюминиевого сплава, в то время как отверстия цилиндров облицованы чугуном. В выхлопной системе применяются выхлопные трубы одинаковой длины, подключённые к выпускному коллектору в целях свода к минимуму сопротивления продуванию и максимальной общей эффективности выхлопа. Внешний высокопроизводительный масляный охладитель с водяным охлаждением и фильтр поддерживают эффективную температуру масла.

## C27A
SOHC C27A — версия объёмом 2,7 литра, основным обновлением которой является добавление впускного коллектора переменной длины. Мощность увеличена до 132 кВт (177 л. с.).

### За пределами Северной Америки
- C27A2 — 1988—1990 Honda Legend Coupe, 131 кВт (176 л. с.) (без катализатора), Великобритания и Европа[5][6]
- C27A2 — 1988—1990 Honda Legend Saloon, 131 кВт (176 л. с.) (без катализатора), Великобритания и Европа[7][8]
- C27A2 — 1987—1991 Rover 827/Sterling/Vitesse, 132 кВт (177 л. с.) (без катализатора), Великобритания и Европа[9][10]
- C27A1 — 1991 Rover 827/Sterling/Vitesse, 125 кВт (168 л. с.) (с катализатором), Великобритания и Европа
- C27A1 — 1991—1995 Rover 827/Sterling/Coupe, 125 кВт (168 л. с.) (с катализатором), Великобритания и Европа

### В Северной Америке
- C27A1 — 1987—1990 Acura Legend Coupe, 120 кВт (161 л. с.) (с катализатором)[11][12]
- C27A1 — 1988—1990 Acura Legend, 120 кВт (161 л. с.) (с катализатором)[13]
- C27A4 — 1995—1997 Honda Accord, 127 кВт (170 л. с.) (с катализатором)[14]
- C27A1 — 1988—1991 Sterling 827, 125 кВт (168 л. с.) (с катализатором)

## C30A
DOHC VTEC C30A — версия объёмом 3,0 л (2977 см3), развивающая мощность 201 кВт (270 л. с.) при 7300 об/мин и крутящий момент 284 Н⋅м при 6500 об/мин со степенью сжатия 10,2:1. Диаметр цилиндра и ход поршня двигателя составляют 90 мм x 78 мм. Это облегчает смещение мощности в сторону более высокого предела диапазона оборотов. В двигателе применяется коленвал со смещёнными шатунными пальцами для достижения равномерно распределённого интервала срабатывания 120°, что обычно недостижимо при угле наклона цилиндра 90°. Компания Honda выбрала двигатель 90° V6 в качестве оптимального двигателя для NSX, установив баланс между корпусом, сложностью и снижением центра тяжести. После B16A, C30A стал вторым двигателем Honda с запатентованной системой изменения фаз газораспределения Honda VTEC, которая регулирует подъём кулачка в зависимости от оборотов двигателя и положения дроссельной заслонки. Система VTEC позволяет двигателю C30A развивать высокую мощность при сохранении относительно плоской кривой крутящего момента. C30A также был оснащён индукционной системой переменного объема (VVIS), в которой применялись первичная и вторичная впускные камеры. Вторичная впускная ёмкость включается при частоте 4800 об/мин для улучшения дышащей способности двигателя и расширения кривой крутящего момента.
В двигателе C30A также применялись титановые шатуны. Облегчённые стержни позволили достичь более высоких оборотов при сохранении прочности традиционных стальных стержней. Блок цилиндров C30A представляет собой конструкцию с открытой платформой, изготовленную из алюминиевого сплава, с цилиндрами, обтянутыми высокопрочным чугуном. Головки имеют 4 клапана на цилиндр (всего — 24 клапана) и двухкулачковую конструкцию, а также содержат механизм VTEC, который приводится в действие давлением масла. Для обеспечения максимальной производительности в модели C30A применяется система прямого зажигания с отдельными катушками зажигания, расположенными непосредственно над каждой свечой зажигания.
Благодаря компоновке DOHC и лёгкому вращающемуся узлу двигатель C30A способен надёжно работать на высоких оборотах, но из-за своей сложности, стоимости и использования экзотических материалов, двигатель применялся исключительно в Honda NSX. Версия с четырёхступенчатой автоматической трансмиссией имела менее агрессивные фазы газораспределения, а мощность составляла 188 кВт (252 л. с.).
Несмотря на то, что двигатель никогда не производился серийно, значительно модернизированная версия двигателя некоторое время применялась в GT-spec NSX (JGTC) 2004 года командой сателлитов Team Honda Racing. Двигатель был значительно модифицирован компанией Mugen и стал первым двигателем Honda с турбонаддувом. Ранее в NSX GT-spec применялись атмосферные двигатели — C32B. По некоторым данным, мощность составляет более 373 кВт (500 л. с.).

### Применения
- 1991—1996 Honda NSX (5-скор. МКПП)[16]
- 1991—2005 Honda NSX (4-скор. АКПП)[17]
- 1994—1996 Honda NSX Le Mans
- 2004 Honda NSX-GT Super GT

## C32A
C32A — 3,2-литровый (3206 см3) двигатель с клапанным механизмом SOHC. Мощность двигателя варьируется от 149 до 172 кВт (200—230 л. с.).

### Применения
- C32A — SOHC USDM — 149 кВт (200 л. с.) и 284 Н⋅м
  - 1991—1995 Acura Legend (седан)[18]
  - 1991—1992 Acura Legend (купе)
- C32A6 — SOHC USDM — 149 кВт (200 л. с.) и 284 Н⋅м
  - 1996—1998 Acura 3.2TL[19]
- C32A1 — также известен как «Type-II»; в двигателе применяется более проточный впускной коллектор и немного агрессивный распредвал — SOHC USDM — 172 кВт (230 л. с.) при 6200 об/мин и 279 Н⋅м при 5000 об/мин.
  - 1994—1995 Acura Legend GS (седан)[20]
  - 1993—1995 Acura Legend LS и L (купе)
- C32A5 — SOHC JDM — 149 кВт (200 л. с.) и 284 Н⋅м
  - 1995—1998 Honda Inspire/Honda Saber[21]

## C32B
C32B — высококвалифицированный двигатель DOHC V6, применявшийся в Honda NSX. Двигатель развивает мощность 216 кВт (290 л. с.) при 7100 об/мин и крутящий момент 304 Н⋅м при 5500 об/мин. Степень сжатия — 10,2:1. Рабочий объём двигателя составляет 3,2 л (3179 см3). Диаметры впускных клапанов — 36 мм.

### Применения
- 1997—2005 Honda NSX (6-скор. МКПП)[22]
- 1996—2002, 2005—2009 Honda NSX-GT Super GT
- 2002 Vemac RD320R Super GT

## C35A
C35A — двигатель объёмом 3,5 л (3473 см3) с клапанным механизмом SOHC. Являлся первым серийным двигателем с коваными шатунами, обеспечивающими точную балансировку и исключительно прочную нижнюю часть. Модель C35 также оснащена балансирным валом для гашения вибраций двигателя, характерных для двигателей V6 с углом наклона 90 градусов. Степень сжатия составляет 9,6:1.

### Применения
- C35A — SOHC JDM — 158 кВт (212 л. с.)
  - 1996—2004 Honda Legend[25]
- C35A1 — SOHC USDM — 157—168 кВт (210—225 л. с.)
  - 1996—2001 Acura 3.5RL; 157 кВт (210 л. с.) при 5200 об/мин и 304 Н⋅м при 2800 об/мин[26]
  - 2002—2004 Acura 3.5RL; 168 кВт (225 л. с.) при 5200 об/мин и 314 Н⋅м при 2800 об/мин
- C35A2 — SOHC EDM — 151 кВт (202 л. с.)
  - 1996—1998 Honda Legend
- C35A5 — SOHC EDM — 153 кВт (205 л. с.)
  - 1998—2004 Honda Legend

## C35B
C35B (название не подтверждено) — двигатель V6 с клапанным механизмом DOHC и системой VTEC.

### Применения
- 1991 Honda FS-X Concept — 209 кВт (280 л. с.)[28]